# Primavera da cani
Primavera da cani (Chien de printemps) è un romanzo dello scrittore francese Patrick Modiano, pubblicato nel 1993 dalle Éditions du Seuil di Parigi.

## Trama
La storia è ambientata nel 1964, in un caffè della place Denfert-Rochereau a Parigi, dove uno strano personaggio, seduto ad un tavolo, fissa attraverso l'obiettivo della sua Rolleiflex la giovane coppia seduta al tavolo di fronte.
È così che il narratore, lo stesso Patrick Modiano, e la sua giovane amica, incontrarono il fotografo Francis Jansen; una rivista americana, infatti, lo aveva incaricato di illustrare un reportage sulla gioventù parigina, e lui aveva scelto come modelli proprio i due giovani. In seguito, i due amici, invitati da Jansen, lo accompagnarono nel suo studio; uno studio luminoso e scarno, quasi come se nessuno abitasse più in quel luogo da tempo; non vi era niente ai muri, tranne due foto: la più grande vedeva raffigurata una donna, una certa Colette Laurent, come avrebbero appreso più tardi i due giovani. Sull'altra, invece, due uomini, Jansen e l'amico Robert Capa, seduti all'interno di una vasca da bagno, in mezzo a delle rovine. Accanto al camino di mattoni, si trovavano tre valigie accatastate l'una sull'altra. Furono proprio quelle tre valigie che permisero allo scrittore di trascorrere del tempo in presenza del fotografo. Esse, infatti, contenevano, al loro interno, tutte le foto fatte durante i venticinque anni di carriera di Jansen, e così il narratore si propose volontario a classificarne e catalogarne il contenuto. Poco tempo dopo, nel mese di giugno, il bizzarro fotografo scomparì senza dare alcun preavviso, e portando con sé le tre valigie di cuoio.
Dopo, circa, trent'anni, in un giorno di primavera del 1992, forse per il ritrovamento di una foto che Jansen, all'epoca, aveva scattato ai due giovani amici, o forse per il semplice fatto che “le primavere si rassomigliano tutte”, come ci confida l'autore; ecco, ricomparire in Modiano il ricordo, rimasto ibernato nel tempo, di quel fotografo, così geniale quanto misterioso, che scomparì nel nulla, lasciando una traccia indelebile nella mente dell'autore.
Modiano, quindi, attraverso una faticosa indagine a ritroso, tenta di ripercorre tutti i ricordi presenti nella sua memoria, aiutandosi con i pochi documenti a sua disposizione. Cerca, inutilmente, di ritrovare gli amici, che aveva conosciuto durante una serata organizzata dal fotografo nel suo studio, al fine di tracciare un quadro più chiaro di Jansen. Tutto si rivelerà vano. Al finale la figura del fotografo sembrerà fondersi con lo stesso narratore: “dopo un certo numero di anni finiamo per accettare una verità che presentivamo, ma che nascondevamo a noi stessi per incuranza o vigliaccheria: un fratello, un doppio, è morto al nostro posto a una data e in un luogo sconosciuti e la sua ombra finisce per confondersi con noi”.

## Personaggi
- Francis Jansen:

È un personaggio alquanto ambiguo, un uomo poco volubile, riservato, alla perenne ricerca del silenzio, che ama vivere nell'ombra ; non parla quasi mai di sé ad eccezione dell'ultimo giorno trascorso con il narratore, prima di lasciare Parigi, in cui ripercorrendo i luoghi della sua giovinezza, racconta alcuni episodi del proprio vissuto. Trascorre la sua vita facendo il fotografo grazie all'aiuto sia economico che morale dell'amico Robert Capa. Successivamente, dopo la morte di quest'ultimo, e della donna amata, Laurent Colette, diventa sempre più introverso, interrompendo ed evitando qualsiasi tipo di rapporto relazionale.
- Laurent Colette:

Non ci viene detto molto riguardo alla figura di Laurent Colette, sappiamo che fu una figura molto importante nella via di Jansen con la quale, con tutta probabilità, ebbe un legame affettivo. Il narratore, infatti, viene a conoscenza della donna grazie alla sua apparizione in numerose foto.
Solo vent'anni dopo l'autore scopre di aver incontrato la donna durante la sua infanzia, ed è grazie al suo ricordo che riusciamo ad ottenere qualche informazione in più riguardo al suo aspetto; sappiamo, infatti, che aveva i capelli castani ed una voce molto dolce e morì in circostanze oscure durante un viaggio all'estero.
- Nicole ed il marito Gil:

Nicole aveva venticinque anni, era bruna con gli occhi chiari ed era sposata con Gil, un uomo alto e bruno, con una voce teatrale, più grande di lei di dieci anni che di mestiere faceva il mimo. Conobbe Jansen casualmente in un caffè di Parigi, e una volta scoperta la professione del fotografo, questa gli aveva chiesto di farle delle foto. Successivamente erano usciti qualche volta insieme fino a che il marito, molto geloso e violento, casualmente non li aveva incontrati una sera insieme al ristorante, ed avvicinandosi al loro tavolo aveva schiaffeggiato la moglie per poi scappare.
Da quell'avvenimento non aveva più avuto notizie di Jansen; la donna però, non dandosi pace, aveva cercato, inutilmente, di riallacciare i rapporti con il fotografo telefonando e recandosi quotidianamente presso il suo studio.
- I Meyendorff:

una coppia di una cinquantina d'anni che Jansen aveva incontrato per la prima volta all'età di diciannove anni; in seguito, dopo lo scoppio della guerra, la coppia era partita per gli stati Uniti, lasciando al giovane le chiavi del loro appartamento di Parigi. Lei, Madame de Meyendorff, di nazionalità americana, era una donna bruna, di bassa statura e con gli zigomi alti, era un'adepta di scienze occulte e di spiritismo, e Jansen si era rivolto molto a lei soprattutto dopo la morte dell'amico Robert Capa e di Laurent Colette . Il dottor de Meyendorff, era magro, con il viso fine, e portava delle lenti colorate. Aveva capelli castani e si esprimeva in modo molto dolce; era un medico che occupava il tempo libero con lo studio della Grecia antica ed aveva anche scritto una piccola opera dedicata al mito di Orfeo.
- Jacques Besse e Eugène Deckers:

furono gli altri due personaggi, insieme ai Meyendorff, che l'autore conobbe durante una serata in cui Jansen aveva riunito alcuni amici nel suo studio, prima della sua partenza per il Messico. Non sono personaggi fittizi, al contrario, esistettero realmente e, grazie alle note dell'autore a fine libro, sappiamo che Jacques Besse compose la partitura di le mosche di Jean-Paul Sartre e la musica del film Dédée d'Anvers. Eugène Deckers, era di origine belga , per guadagnarsi da vivere, poiché era bilingue recitava in ruoli secondari in alcuni film inglesi di serie B. Dedicava tutto il suo tempo libero alla pittura e aveva ristrutturato la soffitta sull'Île Saint-Louis. Sappiamo che fece molte mostre e l'autore ci dice che morì a Parigi nel 1977.

## Costanti narrative
Nella letteratura di Modiano si fondono principalmente due tematiche ricorrenti: la ricerca della propria identità, e di chi lo circonda, e il costante desiderio di riuscire ad infrangere la coltre di silenzio ed amnesia che opprime l'uomo. Il narratore osservando la realtà che lo attornia, cerca inesorabilmente, di trovare un senso agli avvenimenti, rilevando i dettagli, gli indizi, anche apparentemente più insignificanti, che potrebbero aiutarlo a costruire un'identità. Gli spazi e gli oggetti si impregnano dell'essenza dell'esperienza vissuta, come racconta lo stesso autore: “ ho l'illusione che mi basterebbe ritornare nei quartieri lontani per ritrovare coloro che ho perso e che sono rimasti laggiù”. Il concetto di tempo in Modiano sembra quasi non esistere, passato e presente si fondono, attraverso un fenomeno di sovrimpressione.
Un'altra costante narrativa, spesso ricorrente nei romanzi dell'autore, è l'occupazione tedesca. Modiano nacque nel 1945, quindi sicuramente non ebbe un'esperienza diretta dell'accaduto; nonostante ciò ambienta spesso i suoi romanzi durante questo periodo storico, mostrando il forte desiderio di ripercorrere la vita del padre, che non si prese mai cura di lui. Un uomo dunque, alquanto ambiguo, ebreo di origini italiane, dalla duplice identità; infatti, pur essendo arrestato, nel 1943, grazie a potenti amicizie, si dimostrò pronto a tutto pur di sopravvivere tanto da diventare complice degli stessi carnefici.
Un'altra protagonista fondamentale in Modiano è Parigi, descritta in maniera quasi topografica, ma in cui aleggia un'atmosfera che oramai si è persa col tempo. Parigi fa da sfondo in questa ricerca dell'identità perduta, partecipando, però, nel contempo in maniera attiva; essa infatti rievoca nel presente un'epoca lontana, diventando così la testimone chiave in questa forsennata ricerca del tempo perduto.

## Edizioni
- Patrick Modiano, Primavera da cani, Città di Castello (PG), Lantana, 2014.